# Football Club Legnano 1933-1934
Questa voce raccoglie le informazioni riguardanti il Football Club Legnano nelle competizioni ufficiali della stagione 1933-1934.

## Stagione

Angelo Solbiati, al Legnano dal 1932 al 1936

La stagione 1933-1934 di Serie B è organizzata a due gironi: ciò segna l'addio temporaneo al campionato cadetto a girone unico. Questa presa è stata presa per contenere i costi delle trasferte: il Legnano non è infatti l'unica società a navigare in cattive acque. Anzi, il numero di società calcistiche in difficoltà economiche è rilevante. Nella stagione 1933-1934 i Lilla sono inseriti nel girone A insieme, tra gli altri, a Cagliari, Messina e Catanzarese: tale scelta limita il sollievo alle casse societarie dei Lilla a causa della distanza tra Legnano e le città delle altre squadre inserite nel gruppo dei Lilla.
Questa stagione è anche segnata dalle dimissioni di Ernesto Castiglioni dalla carica di presidente per motivi professionali. Il suo posto viene preso da Primo Colombo, che è eletto commissario straordinario. La nuova dirigenza, per dare ossigeno alle casse societarie, decide di vendere alcuni dei suoi giocatori migliori. Vengono ceduti il centrocampista Antonio Severi, il difensore Guido Duo, gli attaccanti Giuseppe Baccilieri e Vittorio Rizzi e il portiere Angelo Rotondi. Sul fronte acquisti non ci sono movimenti di rilievo, tranne alcuni acquisti da squadre locali e il lancio di qualche giovane proveniente dal settore giovanile lilla. Più in generale c'è una contrazione del numero totale dei giocatori in organico.
La stagione 1933-1934 si conclude con l'11º posto in classifica del girone A a 16 punti, a due lunghezze dal Cagliari, penultimo e primo delle retrocesse, e a 20 punti dalla capolista Sampierdarenese. L'altra retrocessa è il Derthona, che si ferma a 9 punti. Il Legnano fa un campionato mediocre e si salva all'ultima giornata nonostante due sconfitte nelle ultime due partite del torneo.

## Divise
| Casa |

## Organigramma societario
Area direttiva
- Presidente: -
- Commissario straordinario: Primo Colombo

Area tecnica
- Allenatore: Vinicio Colombo

## Rosa
| N. |                   | Ruolo | Calciatore          |
| -- | ----------------- | ----- | ------------------- |
|    | Italia (bandiera) | A     | Gino Albero         |
|    | Italia (bandiera) | P     | Nino Almasio        |
|    | Italia (bandiera) | A     | Arturo Annoni       |
|    | Italia (bandiera) | A     | Eraldo Canavesi     |
|    | Italia (bandiera) | C     | Luigi Canepa        |
|    | Italia (bandiera) | A     | Michele Colombo (I) |
|    | Italia (bandiera) | A     | Vittorio Erba       |
|    | Italia (bandiera) | A     | Camillo Ferrè       |
|    | Italia (bandiera) | C     | Bruno Grampa        |
|    | Italia (bandiera) | A     | Giovanni Guidi      |
|    | Italia (bandiera) | C     | Carlo Guzzetti      |

| N. |                   | Ruolo | Calciatore          |
| -- | ----------------- | ----- | ------------------- |
|    | Italia (bandiera) | C     | Ercole Mazzatorta   |
|    | Italia (bandiera) | D     | Battista Padovan    |
|    | Italia (bandiera) | D     | Elio Pagani         |
|    | Italia (bandiera) | C     | Pagani II           |
|    | Italia (bandiera) | P     | Piero Pensotti      |
|    | Italia (bandiera) | C     | Emilio Rancilio     |
|    | Italia (bandiera) | D     | Ferruccio Ratti     |
|    | Italia (bandiera) | A     | Angelo Solbiati     |
|    | Italia (bandiera) | A     | Francesco Travaglia |
|    | Italia (bandiera) | C     | Giuseppe Vignati    |
|    | Italia (bandiera) | P     | Umberto Vivian (I)  |

## Risultati

### Serie B (girone A)

#### Girone d'andata
| Arbitro: | Rubinato (Venezia) |

|  |           |                                |
|  | Marcatori | 30’ (75) Ferrè 79’ Mi. Colombo |

| Arbitro: | Gonani (Ravenna) |

|              |           |             |
| Solbiati 53’ | Marcatori | 21’ Bermone |

| 3ª giornata                         |           | – |  |  |
| \| \| \| \| \| \| Marcatori \| . \| |           |   |  |  |
|                                     |           |   |  |  |
|                                     | Marcatori | . |  |  |

| Arbitro: | Salvagno (Trieste) |

|           |           |                         |
| Guidi 80’ | Marcatori | 43’ Lattuada 60’ Degara |

| Arbitro: | Pasinati (Venezia) |

|                   |           |  |
| Chiesa 80’ (rig.) | Marcatori |  |

| Arbitro: | Scotto (Savona) |

|  |           |   |
|  | Marcatori | . |

| Arbitro: | Casati (Como) |

|            |           |  |
| Comini 53’ | Marcatori |  |

| Arbitro: | Bertoli (Vicenza) |

|  |           |                |
|  | Marcatori | 52’ Castellani |

| Arbitro: | Caironi (Milano) |

|              |           |           |
| Solbiati 87’ | Marcatori | 80’ Negri |

| Arbitro: | De Jurco (Trieste) |

|                                         |           |          |
| Uggé 40’ Formenti II 46’ Mariani II 52’ | Marcatori | 61’ Erba |

| Arbitro: | Moretti (Genova) |

|                            |           |   |
| Severi 59’, 62’ Dalfin 74’ | Marcatori | . |

| Arbitro: | Gianelli (Genova) |

|                         |           |           |
| Rancilio 66’ Annoni 71’ | Marcatori | 24’ Borgo |

| Arbitro: | Mauri (Como) |

|                                                             |           |  |
| Checco 35’ Cappellini 37’, 75’, 83’ Versaldi 61’ Verità 72’ | Marcatori |  |

#### Girone di ritorno
| Arbitro: | Scarpi (Dolo) |

|          |           |             |
| Erba 57’ | Marcatori | 24’ Manazza |

| Arbitro: | Gamba (Napoli) |

|                         |           |  |
| Sabatini 14’ Arella 23’ | Marcatori |  |

| 16ª giornata                        |           | – |  |  |
| \| \| \| \| \| \| Marcatori \| . \| |           |   |  |  |
|                                     |           |   |  |  |
|                                     | Marcatori | . |  |  |

| Arbitro: | Scotto (Savona) |

|                 |           |  |
| Grolli 57’, 62’ | Marcatori |  |

| Arbitro: | Oblach (Trieste) |

|            |           |  |
| Annoni 43’ | Marcatori |  |

| Arbitro: | De Sanctis (Roma) |

|                              |           |           |
| Baccilieri 45’ D'Alberto 64’ | Marcatori | 59’ Guidi |

| Arbitro: | Bertolio (Torino) |

|                       |           |  |
| Annoni 28’ Albero 59’ | Marcatori |  |

| Arbitro: | Biancone (Roma) |

|                                    |           |                  |
| Puccinelli 5’, 26’, 43’ Sanson 40’ | Marcatori | 64’ (rig.) Ratti |

| Arbitro: | Maddaloni (Bari) |

|                       |           |                      |
| Zoppi 32’ Moretti 70’ | Marcatori | 79’ Guidi 80’ Annoni |

| Arbitro: | Gianelli (Genova) |

|            |           |            |
| Annoni 13’ | Marcatori | 20’ Giunta |

| Arbitro: | Salvagno (Trieste) |

|              |           |  |
| Rancilio 32’ | Marcatori |  |

| Arbitro: | Levrero (Genova) |

|                     |           |  |
| Re 17’ Villotti 50’ | Marcatori |  |

| Arbitro: | Zorzi (Belluno) |

|          |           |                             |
| Erba 85’ | Marcatori | 46’ Portaluppi 61’ Rizzotti |

## Statistiche

### Statistiche di squadra
| Competizione | Punti | Totale | Totale | Totale | Totale | Totale | Totale | DR  |
| Competizione | Punti | G      | V      | N      | P      | Gf     | Gs     | DR  |
| ------------ | ----- | ------ | ------ | ------ | ------ | ------ | ------ | --- |
| Serie B      | 16    | 24     | 5      | 6      | 13     | 20     | 38     | -18 |

### Statistiche dei giocatori
| Giocatore     | Serie B  | Serie B |
| Giocatore     | Presenze | Reti    |
| ------------- | -------- | ------- |
| G. Albero     | 21       | 1       |
| N. Almasio    | 11       | 0       |
| A. Annoni     | 16       | 5       |
| E. Canavesi   | 6        | 0       |
| L. Canepa     | 7        | 0       |
| Mi. Colombo   | 11       | 1       |
| V. Erba       | 16       | 3       |
| C. Ferrè      | 9        | 2       |
| C. Grampa     | 12       | 0       |
| G. Guidi      | 20       | 3       |
| C. Guzzetti   | 1        | 0       |
| E. Mazzatorta | 8        | 0       |
| B. Padovan    | 16       | 0       |
| E. Pagani     | 23       | 0       |
| Pagani II     | 1        | 0       |
| P. Pensotti   | 1        | 0       |
| E. Rancilio   | 24       | 2       |
| F. Ratti      | 24       | 1       |
| A. Solbiati   | 18       | 2       |
| F. Travaglia  | 3        | 0       |
| G. Vignati    | 4        | 0       |
| U. Vivian     | 12       | 0       |